# Into Night's Requiem Infernal
Into Night's Requiem Infernal — сьомий студійний альбом американського гурту Novembers Doom. Вийшов 7 липня 2009 року лейблом The End Records. Альбом був записаний на студії звукозапису Belle City у Рейсині, Вісконсин. Продюсером став бас-гітарист Кріс Дюрічіч, а мікшування та компонування виконав Дан Свано на студії Unisound у Еребру, Швеція.

## Список пісень
Автор музики - Novembers Doom, автор текстів - Пол Кур. 
| #  | Назва                             | Тривалість |
| -- | --------------------------------- | ---------- |
| 1. | «Into Night's Requiem Infernal»   | 5:46       |
| 2. | «Eulogy for the Living Lost»      | 6:30       |
| 3. | «Empathy's Greed»                 | 6:17       |
| 4. | «The Fifth Day of March»          | 5:16       |
| 5. | «Lazarus Regret»                  | 3:06       |
| 6. | «I Hurt Those I Adore»            | 5:47       |
| 7. | «The Harlots Lie»                 | 5:32       |
| 8. | «When Desperation Fills the Void» | 6:44       |

## Учасники
- Пол Кур — вокал
- Віто Маркезе — гітара
- Лоуренс Робертс — гітара, вокал
- Кріс Дюрічіч — бас-гітара, продюсування
- Саша Горн — ударні
- Дан Свано — мікшування